# Syndrome 49,XXXYY
Le syndrome 49,XXXYY est une anomalie chromosomique de l'espèce Homo Sapiens. C'est une pentasomie viable.

## Description clinique
Un cas d'anomalie chromosomique de type 49,XXXYY chez un homme adulte a permis de décrire essentiellement un syndrome de Klinefelter (en principe de formule 47,XXY) avec quelques éléments évocateurs d'acromégalie sans prognathisme ni front proéminent.